# ロビンソン図法

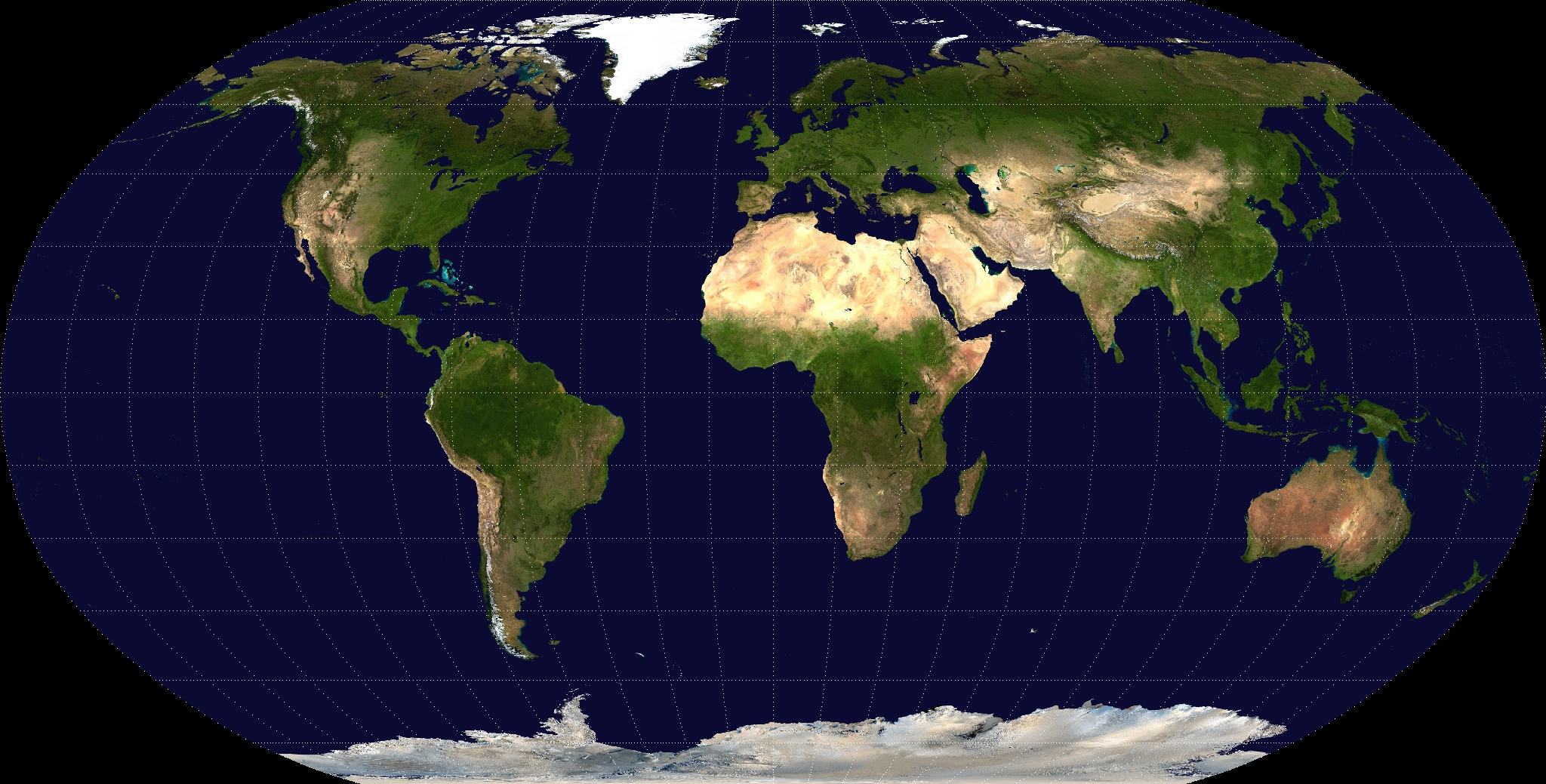
ロビンソン図法による世界全図

ロビンソン図法（ロビンソンずほう、英語: Robinson projection）は、世界全体を1枚の地図に収める世界地図に用いられる地図投影法。地球上の全域を平面で表現する際に生じる様々な問題を踏まえ、既存の諸図法の折衷によって妥当な表現を模索する中で、編み出された図法である。
ロビンソン図法は、1961年にアーサー・H・ロビンソン(Arthur H. Robinson)によって完成され、1960年代以降、ランドマクナリー社の世界地図に用いられ、1988年から1998年までは、ナショナルジオグラフィック協会もこれを用いていた。ナショナルジオグラフィック協会は、1998年以降はヴィンケル図法（第3図法）(Winkel tripel projection)による世界地図を用いている。

## 長所と短所

歪みを表現するテイソーの指示楕円を入れた、ロビンソン図法の世界地図。

ロビンソン図法は、正積図法でも正角図法でもなく、その両方の特性を犠牲にしつつ妥協を求めた図法である。ロビンソンは、いかなる正積図法や正角図法よりも、世界全体を把握するという目的から見て優れた表現としてこの図法を生み出した。経線の湾曲は緩やかで、極端な歪みは生じないが、両極は点ではなく、長さのある直線として表現される。
このため、低緯度では、面積・方位ともに歪みは僅かである。しかし、両極に近い高緯度では歪みが大きくなる。また、緯線が平行しているため、高緯度では地図の両端に向かうほど方位の歪みも大きくなる。ただし、これはいずれの擬円筒図法も抱える問題である。いずれにせよ、ロビンソン図法は、当時、全世界を描くのに適した新しい図法を求めていたランドマクナリー社の意向に適合して採用された。

## 仕様
この投影法は、次のような表によって定義される。
| 地理緯度 | PLEN   | PDFE   | 赤道から当該緯度の緯線までのプロット間隔 |
| -------- | ------ | ------ | ---------------------------------------- |
| 0        | 1.0000 | 0.0000 | 0.00000000                               |
| 5        | 0.9986 | 0.0620 | 0.03144640                               |
| 10       | 0.9954 | 0.1240 | 0.06289280                               |
| 15       | 0.9900 | 0.1860 | 0.09433920                               |
| 20       | 0.9822 | 0.2480 | 0.12578560                               |
| 25       | 0.9730 | 0.3100 | 0.15723200                               |
| 30       | 0.9600 | 0.3720 | 0.18867840                               |
| 35       | 0.9427 | 0.4340 | 0.22012480                               |
| 40       | 0.9216 | 0.4958 | 0.25146976                               |
| 45       | 0.8962 | 0.5571 | 0.28256112                               |
| 50       | 0.8679 | 0.6176 | 0.31324672                               |
| 55       | 0.8350 | 0.6769 | 0.34332368                               |
| 60       | 0.7986 | 0.7346 | 0.37258912                               |
| 65       | 0.7597 | 0.7903 | 0.40084016                               |
| 70       | 0.7186 | 0.8435 | 0.42782320                               |
| 75       | 0.6732 | 0.8936 | 0.45323392                               |
| 80       | 0.6213 | 0.9394 | 0.47646368                               |
| 85       | 0.5722 | 0.9761 | 0.49507792                               |
| 90       | 0.5322 | 1.0000 | 0.50720000                               |

この表は、緯度ごとの指標を、内挿法によって示したものである。「PLEN」とある列は、当該地理緯度における投影後の緯線に相当する線分長を、投影後の赤道に相当する中央子午線を起点とした線分長を単位としたときの比で示したものであり、「PDFE」とある列は、赤道から当該地理緯度までの中央子午線における子午線弧（の図上プロット長）を、子午線象限（赤道から極までの子午線弧長）を単位としたときの比で示したものである。表の右端の列は、赤道におけるPLEN値を単位とした赤道から各緯線までの図上プロット間隔を表し、これらは各地理緯度におけるPDFEに0.5072を乗ずることにより得られる。なお、全ての緯線は、経線によって等間隔に区切られる。